# Emil Hilb

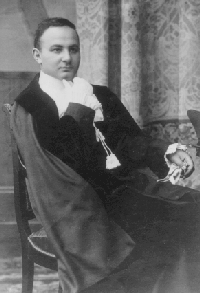
Emil Hilb 1908

Emil Hilb (* 26. April 1882 in Stuttgart; † 6. August 1929 in Würzburg) war ein deutscher Mathematiker.
Er wurde als Sohn des jüdischen Kaufmanns Adolf Hilb und seiner Frau Clara, geb. Ulrich, als jüngstes von vier Kindern geboren. Von 1894 bis 1899 besuchte Hilb in Augsburg das Realgymnasium. Von 1899 bis 1903 studierte mit dem Studienziel Lehramt Mathematik und Physik in München, Berlin (hier um sich eingehender mit der Funktionentheorie zu beschäftigen) und Göttingen und wurde 1903 bei Ferdinand von Lindemann in München mit der Dissertation Beiträge zur Theorie der Laméschen Funktionen promoviert. Von 1904 bis 1906 unterrichtete er am Realgymnasium in Augsburg. Max Noether wird auf sein mathematisches Talent aufmerksam und so wird er 1906 zum Assistenten am mathematischen Kabinett und 1908 zum Privatdozenten der Universität Erlangen ernannt.

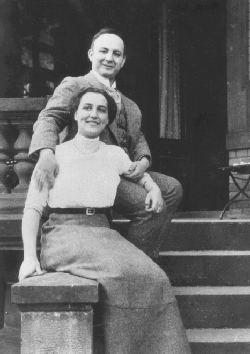
Emil Hilb mit seiner Frau Marianne

Er heiratete 1912 Marianne Wolff (* 1889), die Tochter des vermögenden jüdischen Textilfabrikanten Oskar Wolff und seiner Ehefrau Gertrud, geb. Ostwald aus Stadtoldendorf. Sie hatten 2 Kinder: Irene (* 1914) und Anneliese (* 1918).
Hilb interessierte sich für klassische Musik, Literatur und Theater und liebte Wanderungen in den Bergen. Im Haus waren Studenten, Kollegen und Freunde gern gesehene Gäste. Seine musikalische und sprachbegabte Frau verstand es eine kultivierte Atmosphäre zu schaffen.
1909 wurde er erster jüdischer Privatdozent, außerordentlicher und erst 1923 (mit Beginn der Weimarer Republik) ordentlicher Professor für Mathematik in Würzburg. Während des Ersten Weltkrieges erklärte er sich bereit neben seiner universitären Lehrtätigkeit 23 Wochenstunden Mathematik am Gymnasium zunächst in Fürth, später in Würzburg zu übernehmen.
Seine mathematischen Interessen lagen auf dem Gebiet der speziellen Funktionen, Differentialgleichungen und Differenzengleichungen. Er verwendete viel Energie für das Projekt der Enzyklopädie der mathematischen Wissenschaften. Als Mitherausgeber des Analysisbandes verfasste er Beiträge über trigonometrische Reihen und Differentialgleichungen.
Nach längerer Krankheit starb er im August 1929 an einem Schlaganfall.
Er wurde auf dem jüdischen Teil des Pragfriedhofs in Stuttgart beigesetzt.
Marianne und ihre beiden Töchter Anneliese und Irene beantragten 1939 ein Visum um Deutschland nach England zu verlassen. So konnte Anneliese noch 1939 nach England auswandern. Die beiden anderen Visa sind nicht durchgekommen. Marianne und Irene wurden 1942 nach Osten verschleppt und starben 1943 im Vernichtungslager Treblinka.
Anneliese machte in England eine Ausbildung zur Diätassistentin und arbeitete schließlich am Royal National Krankenhaus in London und engagierte sich für soziale Projekte. Sie starb nach längerer Krankheit 2005.